# Eleição municipal de Ribeirão Preto em 2020
A eleição municipal de Ribeirão Preto em 2020 ocorreu no dia 15 de novembro (primeiro turno) e 29 de novembro (segundo turno). Esta cidade paulista possui 711,825 habitantes dentre os quais 441.845 são eleitores que neste dia votarão para definir o seu prefeito e os seus 22 vereadores.
Duarte Nogueira (PSDB) foi reeleito no segundo turno das eleições, com 63,13% dos votos válidos, e teve como vice Daniel Gobbi (PP). Duarte venceu a candidata Suely Vilela (PSB), que obteve 36,84% dos votos válidos.

## Antecedentes

### Eleição Municipal de 2016
Na eleição de 2016, depois de ser derrotado em três oportunidades em que concorreu à prefeitura de Ribeirão Preto (1992, 2000 e 2012), o deputado federal Duarte Nogueira, voltou à disputa nas eleições municipais de 2016 e venceu o vereador Ricardo Silva, do PDT, no segundo turno, com 147.705 votos.

### Cláusula de barreira
Nesta eleição entrará em vigor a regra da "cláusula de barreira". Os partidos teriam de obter, nas eleições para a Câmara dos Deputados de 2018, pelo menos 1,5% dos votos válidos, em ao menos um terço das unidades da federação, com ao menos 1% dos votos válidos em cada uma delas; ou ter eleito pelo menos 9 deputados, distribuídos em ao menos, um terço das unidades da federação. Os partidos que não atingiram estes números podem ficar sem receber o financiamento do fundo partidário, além de não terem direito ao tempo de TV. Portanto os seguintes partidos serão afetados: UP, PCO, PCB, PSTU, REDE, PMN, PMB, DC, PTC e PRTB.

## Contexto político e pandemia
As eleições municipais de 2020 estão sendo marcadas, antes mesmo de iniciada a campanha oficial, pela pandemia do coronavírus SARS-CoV-2 (causador da COVID-19), o que está fazendo com que os partidos remodelem suas metodologias de pré-campanha. O Tribunal Superior Eleitoral (TSE) autorizou os partidos a realizarem as convenções para escolha de candidatos aos escrutínios por meio de plataformas digitais de transmissão, para evitar aglomerações que possam proliferar o vírus.
Além disso, a partir deste pleito, será colocada em prática a Emenda Constitucional 97/2017, que proíbe a celebração de coligações partidárias para as eleições legislativas, o que pode gerar um inchaço de candidatos ao legislativo. Conforme reportagem publicada pelo jornal Brasil de Fato em 11 de fevereiro de 2020, o país poderá ultrapassar a marca de 1 milhão de candidatos a prefeito, vice-prefeito e vereador neste escrutínio, o que não seria necessariamente bom, na opinião do professor Carlos Machado, da UnB (Universidade de Brasília): “Temos o hábito de criticar de forma intensa a coligação partidária, sem parar para refletir sobre os elementos positivos dela. O número de candidatos que um partido pode apresentar numa eleição, varia se ele estiver dentro de uma coligação, porque quando os partidos participam de uma coligação, eles são considerados como um único partido", afirmou Machado na reportagem.

## Regras
No dia 13 de agosto foi publicado o decreto Nº 21.237 com as condutas proibidas por agentes e servidores municipais durante as eleições de 2020. A tais pessoas fica vedado a participação em eventos políticos a não ser que estejam licenciados ou de férias; ações políticas dentro de prédios do município; e a proibição de quaisquer publicidade que envolva candidatos a partir das Secretarias do Município. Seguindo a Emenda Constitucional Nº 107/2020, a prefeitura desativou suas redes sociais, para evitar conteúdos que possam configurar-se como propaganda eleitoral, no dia 15 de agosto de 2020.
Em resposta a uma consulta do PSOL, o TSE, no dia 28 de agosto de 2020, vetou a apresentação de artistas, de forma geral, em lives de candidatos.

## Candidatos à Prefeito
| Nº | Prefeito(a)  | Prefeito(a)     | Prefeito(a) | Prefeito(a)                                | Vice-prefeito(a) | Vice-prefeito(a) | Vice-prefeito(a)     | Vice-prefeito(a) | Vice-prefeito(a)  | Coligação Partido(s)                                                 | Ref. |
| Nº | Candidato(a) | Candidato(a)    | Partido     | Cargos relevantes                          | Candidato(a)     | Candidato(a)     | Candidato(a)         | Partido          | Cargos relevantes | Coligação Partido(s)                                                 | Ref. |
| -- | ------------ | --------------- | ----------- | ------------------------------------------ | ---------------- | ---------------- | -------------------- | ---------------- | ----------------- | -------------------------------------------------------------------- | ---- |
| 13 |              | Antônio Machado | PT          |                                            |                  |                  | Elsa Rossi           | PT               |                   | Sem Coligação                                                        |      |
| 15 |              | Cris Bezerra    | MDB         |                                            |                  |                  | Del Vecchio          | PSL              |                   | União para Transformar Ribeirão MDB, PSL, PV, Avante, PROS, PDT      |      |
| 18 |              | Emilson Roveri  | REDE        |                                            |                  |                  | Luiz Mariano         | REDE             |                   | Sem Coligação                                                        |      |
| 28 |              | Coronel Usai    | PRTB        |                                            |                  |                  | Profª Sueli Albanezi | PRTB             |                   | Sem Coligação                                                        |      |
| 33 |              | Gérsio Baptista | PMN         |                                            |                  |                  | Marco Silveira       | PMN              |                   | Sem Coligação                                                        |      |
| 40 |              | Suely Vilela    | PSB         | Reitora da USP (2005-2009)                 |                  |                  | Mateus Eduardo       | PODE             |                   | Legado para Servir Ribeirão PSB, PODE, PSD, Solidariedade, Cidadania |      |
| 45 |              | Duarte Nogueira | PSDB        | Prefeito de Ribeirão Preto (2017-2020)     |                  |                  | Daniel Gobbi         | PP               |                   | Reconstruindo Ribeirão PSDB, PP, Republicanos, DEM, PTB, PSC, PL     |      |
| 50 |              | Mauro Inácio    | PSOL        |                                            |                  |                  | Mayra Ribeiro        | PSOL             |                   | Sem Coligação                                                        |      |
| 51 |              | Chiarelli       | Patriota    | Deputado Federal por São Paulo (2009-2011) |                  |                  | Sargento Vanzo       | Patriota         |                   | Sem Coligação                                                        |      |
| 65 |              | Vanderley Caixe | PCdoB       |                                            |                  |                  | Glauber              | PCdoB            |                   | Sem Coligação                                                        |      |

- Lista com base no site de divulgação de candidaturas[14]
  - Houve um disputa em torno do Partido Social Liberal em Ribeirão Preto, onde um grupo defendeu o apoio a candidatura do MDB e indicou o vice-prefeito da chapa, e outro que defendeu a candidatura própria do partido,[15] grupo o qual teve na Justiça Eleitoral, a autorização para que se realizasse esta segunda convenção que indicou Rodrigo Junqueira como candidato do partido, dias depois, é anulada a convenção do PSL que lançou a candidatura em chapa pura de Rodrigo Junqueira e Luiz Fernando Pereira Ramos, que entraram na justiça com recurso a ser julgado posteriormente.[16]
  - * O candidato pelo PMN, Gérsio Baptista, da chapa "Endireita Ribeirão" teve o pedido de candidatura negado pela justiça, devido as prestações de contas da eleição de 2018 em que concorreu a deputado federal ainda tramitarem na Justiça Eleitoral, eleição a qual também teve a candidatura negada.

## Desistências
| Nº | Nome              | Partido | Citação |
| -- | ----------------- | ------- | ------- |
| 12 | Lincoln Fernandes | PDT     | [ 17 ]  |
| 15 | João Gandini      | MDB     | [ 18 ]  |
| 17 | Rodrigo Junqueira | PSL     |         |
| 40 | Ricardo Silva     | PSB     | [ 19 ]  |

## Pesquisas

### Segundo turno
| Fonte              | Data(s) conduzidas | Amostragem | Duarte Nogueira (PSDB) | Suely Vilela (PSB) | Brancos/Nulos/Indecisos | Não sabem/Não respoderam |
| ------------------ | ------------------ | ---------- | ---------------------- | ------------------ | ----------------------- | ------------------------ |
| Ibope/EPTV         | 14 de novembro     | 504        | 41%                    | 39%                | 15%                     | 5%                       |
| Ibope/EPTV         | 21-23 de novembro  | 504        | 46%                    | 43%                | 9%                      | 2%                       |
| Real Time Big Data | 22-25 de novembro  | 850        | 47%                    | 44%                | 6%                      | 3%                       |
| Ibope/EPTV         | 27-28 de novembro  | 504        | 52%                    | 33%                | 13%                     | 3%                       |

### Primeiro turno
| Fonte      | Data(s) conduzidas | Amostragem | Duarte (PSDB) | Chiarelli (Patriota) | Cel.Usai (PRTB) | Vilela (PSB) | Machado (PT) | Inácio (PSOL) | Bezerra (MDB) | Junqueira (PSL) | Roveri (REDE)  | Caixe (PCdoB) | Baptista (PMN) | Brancos/ Nulos/Indecisos | Não sabem/ Não responderam |
| ---------- | ------------------ | ---------- | ------------- | -------------------- | --------------- | ------------ | ------------ | ------------- | ------------- | --------------- | -------------- | ------------- | -------------- | ------------------------ | -------------------------- |
| Ibope/EPTV | 05/10              | 504        | 26%           | 17%                  | 6%              | 6%           | 3%           | 3%            | 2%            | 1%              | não pontuou    | não pontuou   | não foi citado | 25%                      | 11%                        |
| Ibope/EPTV | 27/10              | 504        | 31%           | 14%                  | 3%              | 14%          | 4%           | 2%            | 7%            | 2%              | 1%             | 1%            | não pontuou    | 17%                      | 5%                         |
| Ibope/EPTV | 14/11              | 504        | 39%           | 11%                  | 4%              | 25%          | 9%           | 2%            | 9%            | desistente      | não foi citado | 1%            | impugnado      | 13%                      | não foi citado             |

## Debates

### 1º turno
Na quarta-feira, dia 04 de novembro de 2020, o grupo Thathi de Comunicação, realizou o primeiro debate entre candidatos a prefeitura de Ribeirão Preto, exibindo o debate a partir das 20h40, foram convidados os 10 candidatos a debaterem durante aproximadamente 2 horas, tendo participado 9 dos 10 candidatos, Duarte Nogueira, candidato a reeleição não compareceu. No sábado, dia 07 de novembro, foi a vez do debate na TV Clube Band, que contou com a participação de candidatos de partidos com representação superior a 5 deputados na Câmara Federal. E por fim, na terça-feira, dia 10 de novembro, foi realizado o debate do jornal ACidadeON, com os 5 dos 6 primeiros colocados na última pesquisa Ibope/EPTV, do dia 27 de outubro, estando presentes Duarte Nogueira, Fernando Chiarelli, Cris Bezerra, Antônio Alberto Machado, Coronel Usai e Mauro Inácio, a candidata do PSB, Suely Vilela, empatada na segunda colocação com Fernando Chiarelli, havia confirmado presença porém teve problemas de saúde de última hora que fizeram com que se ausentasse.
| Data           | Organizador | Mediador       | Duarte Nogueira (PSDB) | Fernando Chiarelli (Patriota) | Coronel Usai (PRTB) | Suely Vilela (PSB) | Antônio Alberto Machado (PT) | Mauro Inácio (PSOL) | Cris Bezerra (MDB) | Emilson Roveri (REDE) | Wanderley Caixe (PCdoB) | Gérsio Baptista (PMN) |
| -------------- | ----------- | -------------- | ---------------------- | ----------------------------- | ------------------- | ------------------ | ---------------------------- | ------------------- | ------------------ | --------------------- | ----------------------- | --------------------- |
| 04 de novembro | TV Thathi   | Adriana Silva  | Ausente                | Presente                      | Presente            | Presente           | Presente                     | Presente            | Presente           | Presente              | Presente                | Presente              |
| 07 de novembro | TV Clube    | André Costa    | Presente               | Presente                      | Não convidado       | Presente           | Presente                     | Presente            | Presente           | Não convidado         | Presente                | Não convidado         |
| 10 de novembro | ACidadeON   | Marcelo Fontes | Presente               | Presente                      | Presente            | Ausente            | Presente                     | Presente            | Presente           | Não convidado         | Não convidado           | Não convidado         |

## Resultado

### Prefeito
Realizado o pleito de 15 de novembro, os eleitores ribeirão-pretanos que foram as urnas escolheram seus 22 vereadores e decidiram por um segundo turno com os dois candidatos mais votados: O prefeito Duarte Nogueira, candidato à reeleição pelo PSDB, que obteve 115.724 votos, o correspondente a 45,87% dos votos válidos, e a candidata do PSB, Suely Vilela, que obteve 52.266 votos, o correspondente a 20,72% dos votos válidos.
| Candidato                     | Vice                         | 1º turno 15 de novembro | 1º turno 15 de novembro | 2º turno 29 de novembro | 2º turno 29 de novembro |
| Candidato                     | Vice                         | Total                   | Percentagem             | Total                   | Percentagem             |
| ----------------------------- | ---------------------------- | ----------------------- | ----------------------- | ----------------------- | ----------------------- |
| Duarte Nogueira (PSDB)        | Daniel Gobbi (PP)            | 115.724                 | 45,87%                  | 154.428                 | 63,16%                  |
| Suely Vilela (PSB)            | Mateus Eduardo (PODE)        | 52.266                  | 20,72%                  | 90.065                  | 36,84%                  |
| Fernando Chiarelli (Patriota) | Sargento Vanzo (Patriota)    | 27.511                  | 10,90%                  | Não participaram        | Não participaram        |
| Cris Bezerra (MDB)            | Capitão Del Vecchio (PSL)    | 17.800                  | 7,06%                   | Não participaram        | Não participaram        |
| Coronel Usai (PRTB)           | Prof.ª Sueli Albanezi (PRTB) | 17.455                  | 6,92%                   | Não participaram        | Não participaram        |
| Antônio Alberto Machado (PT)  | Elsa Rossi (PT)              | 17.190                  | 6,81%                   | Não participaram        | Não participaram        |
| Mauro Inácio (PSOL)           | Mayra Ribeiro (PSOL)         | 3.115                   | 1,23%                   | Não participaram        | Não participaram        |
| Wanderley Caixe (PCdoB)       | Glauber Sena (PCdoB)         | 669                     | 0,27%                   | Não participaram        | Não participaram        |
| Emilson Roveri (REDE)         | Luiz Mariano (REDE)          | 556                     | 0,22%                   | Não participaram        | Não participaram        |
| → Total de votos válidos      | → Total de votos válidos     | 252.286                 | 84,52%                  |                         |                         |
| → Votos em branco             | → Votos em branco            | 16.000                  | 5,36%                   | 10.962                  | 3,85%                   |
| → Votos nulos                 | → Votos nulos                | 30.222                  | 10,12%                  | 29.050                  | 10,21%                  |
| Abstenções                    | Abstenções                   | 143.337                 | 32,44%                  | 157.340                 | 35,61%                  |
| Total                         | Total                        | 298.508                 | 100%                    | 284.505                 | 100%                    |

### Vereadores Eleitos
| Candidato(a)            | Partido      | Votação     | Votação |
| Candidato(a)            | Partido      | Porcentagem | Total   |
| ----------------------- | ------------ | ----------- | ------- |
| Igor Oliveira           | MDB          | 2,01%       | 5.061   |
| Marcos Papa             | CIDADANIA    | 1,92%       | 4.837   |
| Lincoln Fernandes       | PDT          | 1,84%       | 4.643   |
| Brando Veiga            | REPUBLICANOS | 1,66%       | 4.186   |
| Maurício Gasparini      | PSDB         | 1,39%       | 3.514   |
| Duda Hidalgo            | PT           | 1,38%       | 3.481   |
| Glaucia Berenice        | DEM          | 1,31%       | 3.308   |
| Bertinho Scandiuzzi     | PSDB         | 1,28%       | 3.226   |
| Jean Courauci           | PSB          | 1,22%       | 3.085   |
| Maraca                  | MDB          | 1,14%       | 2.887   |
| Ramon Faustino          | PSOL         | 1,09%       | 2.744   |
| Mauricio Vila Abranches | PSDB         | 1,09%       | 2.740   |
| Paulo Modas             | PSL          | 0,98%       | 2.464   |
| Renato Zucoloto         | PP           | 0,9%        | 2.282   |
| Elizeu Rocha            | PP           | 0,76%       | 1.917   |
| Sergio Zerbinato        | PSB          | 0,76%       | 1.913   |
| França                  | PSB          | 0,74%       | 1.868   |
| Matheus Moreno          | MDB          | 0,72%       | 1.809   |
| André Rodini            | NOVO         | 0,7%        | 1.756   |
| Isaac Antunes           | PL           | 0,68%       | 1.705   |
| Judeti Zilli            | PT           | 0,64%       | 1.614   |
| Franco                  | PRTB         | 0,59%       | 1.480   |